# Annette Carlénová-Karlssonová
Annette Elisabeth Carlénová-Karlssonová (* 2. srpna 1956 Kristinehamn) je bývalá švédská rychlobruslařka.
Na Mistrovství světa juniorů startovala poprvé v roce 1975, kdy skončila na 18. místě. V roce 1978 debutovala na seniorských světových šampionátech, na vícebojařském mistrovství se umístila na 15. příčce, na sprinterském šampionátu byla osmá, což bylo její nejlepší umístění na těchto akcích. V první polovině 80. let závodila též na Mistrovství Evropy, nejlépe dojela sedmá v roce 1984. V letech 1980 a 1984 startovala na zimních olympiádách, nejlepším výsledkem bylo deváté místo v roce 1984 v závodě na 1000 metrů. Závodila v premiérovém ročníku (1985/1986) Světového poháru, přičemž zvítězila v celkovém pořadí v závodech na 1500 m. Po sezóně 1986/1987 ukončila sportovní kariéru.